# Stapelfeld
Stapelfeld ist eine Gemeinde im Kreis Stormarn in Schleswig-Holstein.

## Geografie
Das Gemeindegebiet von Stapelfeld erstreckt sich im östlichen Teil des Naturraums Hamburger Ring (Haupteinheit Nr. 695). Es schließt unmittelbar östlich an das Hamburger Stadtgebiet beim Stadtteil Rahlstedt an. Die Stellau und die Wandse fließen im Gemeindegebiet.

## Geschichte

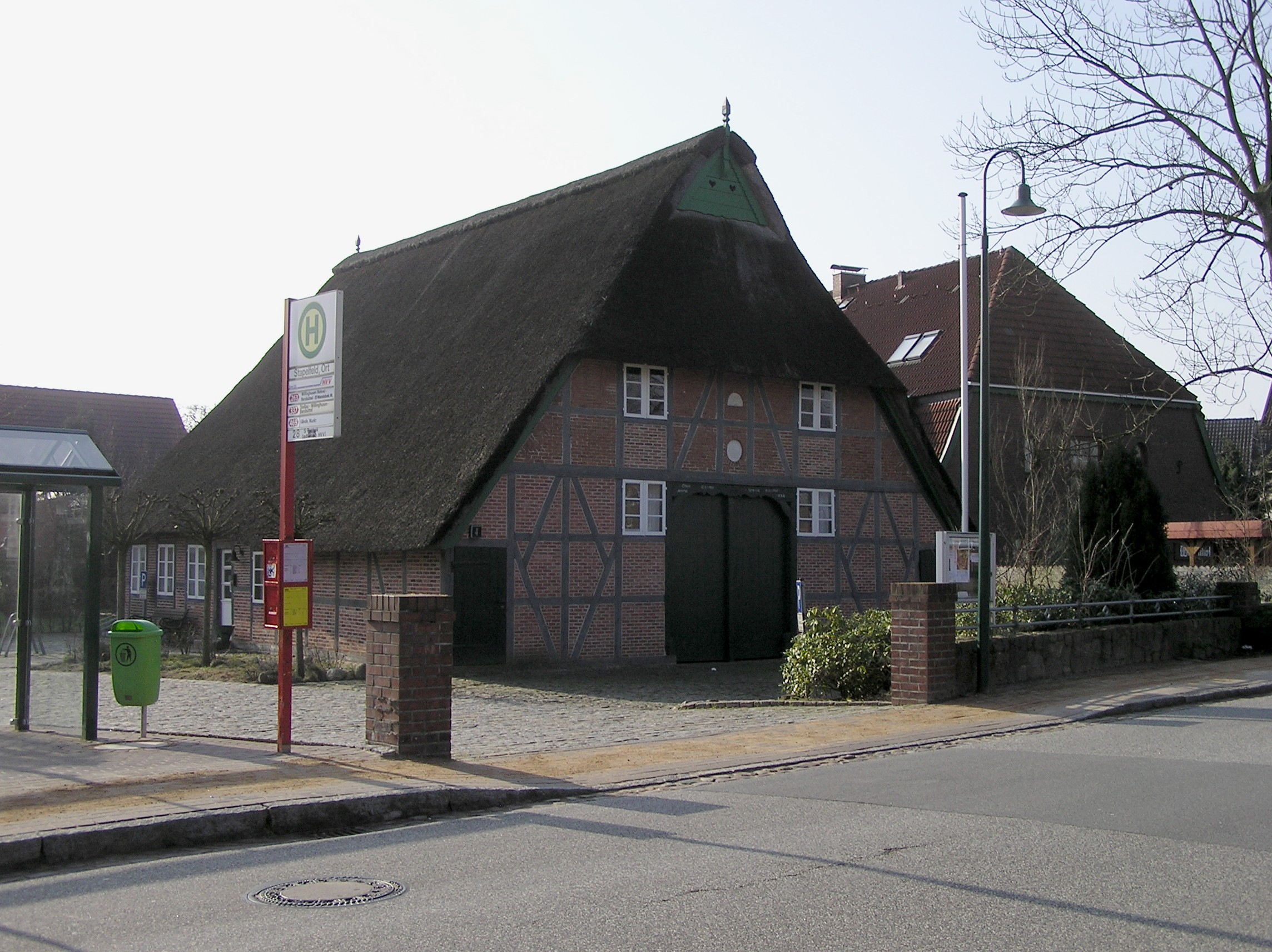
Ältestes Haus in Stapelfeld:
Zweiständerfachallenhaus von 1834

Stapelfeld wurde vermutlich um 1150 gegründet.
Im Jahre 1527 erwarb der Dänische König Stapelfeld.
Von 1782 bis 1784 wurde unter der dänischen Regierung die Verkoppelung durchgeführt, bei dem der zuvor gemeinschaftlich genutzte Grund und Boden unter den Bauern aufgeteilt wurde.
Nach dem Deutsch-Dänischen Krieg wurde auch Stapelfeld Teil der preußischen Provinz Schleswig-Holstein.
Im Jahre 1914 wurde eine Schule gegründet. Als Nachfolger dieser Schule wurde im Mai 1966 die Grund- und Hauptschule Stapelfeld eingeweiht. Seit 1999 besteht nur noch der Grundschulzweig.
Die Bundesstraße 435 verlief durch die Gemarkung.
Das älteste Gebäude im Ort ist die Kratzmannsche Kate in der Reinbeker Straße 4. Über die Erstellung gibt es unterschiedliche Angaben: Es soll 1834 oder 1854 fertiggestellt worden sein. 1992 wurde es denkmalgerecht restauriert. In ihm finden heute die meisten Sitzungen der Gemeindevertretung und der Ausschüsse sowie Kulturveranstaltungen statt.

## Politik

### Gemeindevertretung
Bei der Kommunalwahl am 14. Mai 2023 wurden insgesamt 13 Sitze vergeben. Von diesen erhielt die Wähler-Gemeinschaft Stapelfeld sieben Sitze, die CDU vier Sitze und die SPD zwei Sitze.

### Bürgermeister
Seit der Kommunalwahl 2023 ist Martin Wesenberg (WGS) Bürgermeister.

### Wappen
Blasonierung: „In Rot ein breiter silberner Balken, belegt mit einem zweiachsigen, deichsellosen blauen Planwagen mit breiten Radfelgen.“

## Vereine
Der Stapelfelder Kulturkreis e. V. wurde 1991 gegründet und bietet regelmäßig Musik-Abende, Kunstausstellungen, Kabarett, Lesungen, Theater für Kinder und Niederdeutsche Abende an. Die Veranstaltungen finden in der Regel in der Kratzmannschen Kate in der Reinbeker Straße 4 statt.
Der VSG Stapelfeld ist der örtliche Breitensportverein. Betrieben werden einen Kunstrasen-Fußballplatz mit Laufbahn. Weiterhin gibt es eine Bogensportanlage, einen Tennisplatz, eine Sporthalle sowie Reiterhöfe.

## Wirtschaft und Infrastruktur

### Wirtschaftsstruktur/Unternehmen
Die Wirtschaft von Stapelfeld ist geprägt von der Urproduktion der Landwirtschaft. Im Gemeindegebiet gibt es mehrere Bauern, die u. a. Milch, Eier und Fleisch verkaufen. Daneben gibt es eine Geschäftsstruktur, die zur Deckung des täglichen Lebensbedarfs geeignet ist. So befindet sich in der Hauptstraße eine Tankstelle. Außerdem ist ein Supermarkt im Ort vorhanden.

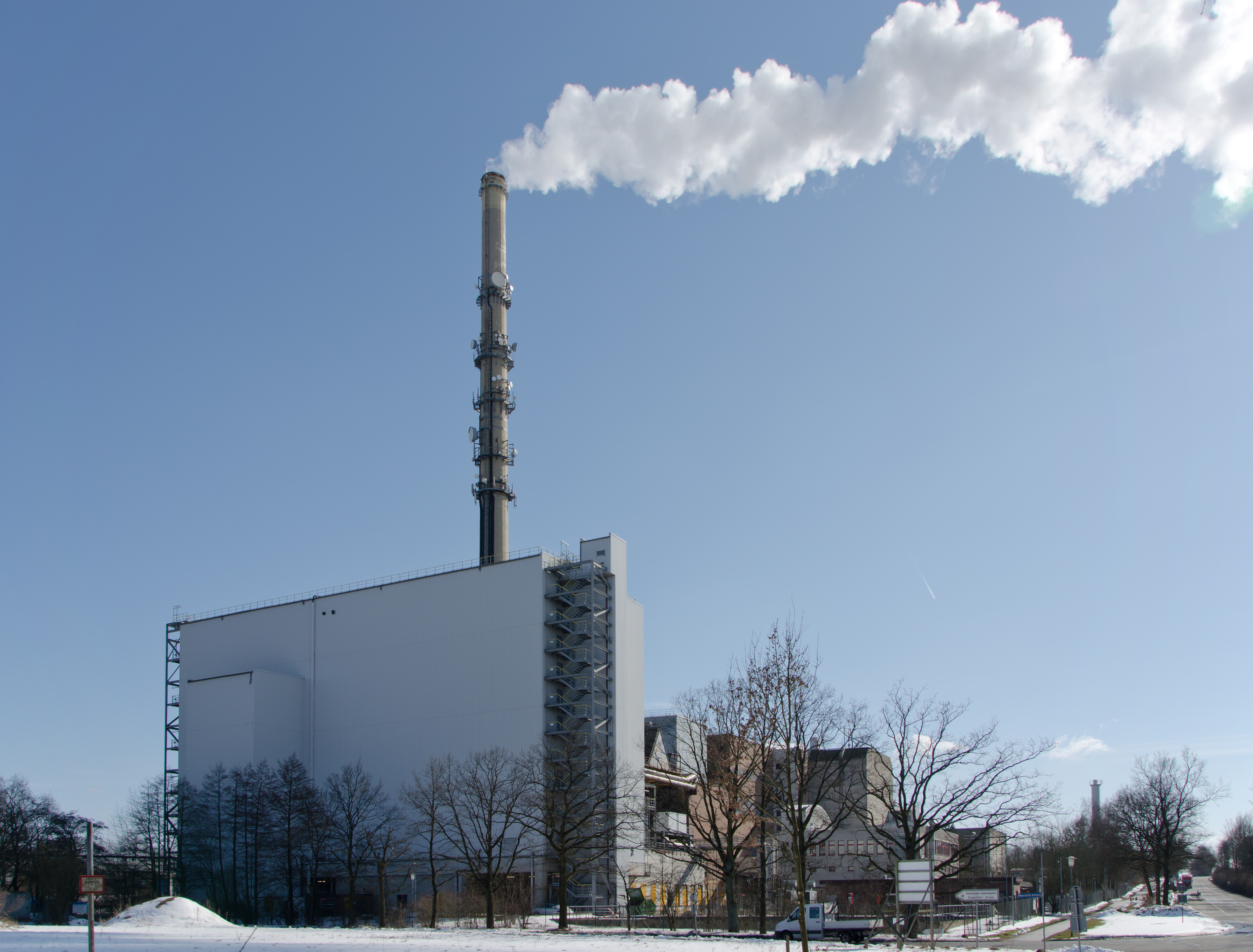
Müllverbrennungsanlage am Höltigbaum

Daneben ist im Ort eine Müllverbrennungsanlage des Unternehmens EEW Energy from Waste ansässig.

### Bildung
Stapelfeld verfügt über eine zweizügige Grundschule (Stand 2018). Im Jahr 2018 wurde der Neubau der Grundschule beschlossen.
Der Ort verfügt daneben über eine Kita, die Kinder aus Stapelfeld und Braak (Stand 2018) aufnimmt. Darüber hinaus gibt es eine Tagesmutter.

### Verkehr
Die Bundesautobahn 1 verläuft durch die Gemarkung. 
Die Gemeinde liegt im ÖPNV-Gebiet des Hamburger Verkehrsverbunds.

## Persönlichkeiten
Volker Schusdziarra, (1950–2014), Mediziner